# Какаюрт
Какаюрт — упразднённое село в Кизилюртовском районе Дагестана. Разрушено землетрясением в 1970 году, население переселено во второе отделение колхоза «Советская Армия» в село Зелёная будка (ныне в составе села Новый Чиркей).

## Географическое положение
Располагалось у подножия горы Сагитма, в 6 км к югу от села Стальское.

## История
Хутор Кака-су отмечен на Военно-топографической пятиверстной карте Кавказского края 1926 года, однако сведения о нём в результатах переписи 1926 года отсутствуют. В По данным на 1939 год аул Какаюрт являлся центром Какаюртовского сельсовета Кумторкалинского района, куда также входили аул Дуржум, хутора Культстан, Нефтекачка, Нефтекачка Темиргое, Будка красная, Ахмедотар, Балилчи, а также несколько кутанов и железнодорожных будок. В начале 1930-х годов в селе образована сельскохозяйственная артель имени Красной Армии позже преобразованная в колхоз. В 1951 году колхоз переименован в колхоз «Советская Армия». По данным на 1961 год село Какаюрт являлось центром Какаюртовского сельсовета Кизилюртовского горсовета. В сельсовет также входило второе отделение колхоза - посёлок Железнодорожная платформа Зелёная будка. Село было полностью разрушено землетрясением в 1970 году. Постановлением бюро оюкома КПСС и совета министров ДАССР от 30.05.1970 г. село Какаюртв количестве 84 хозяйства, с населением 410 человек переселено на свои земли в районе железнодорожной платформы «Зеленая будка», в порядке доприселения к существующему населённому пункту односельчан.

## Население
| Год       | 1939 | 1970 |
| --------- | ---- | ---- |
| Население | 411  | 460  |